# МР-654К
МР-654К (MP читается как "МП") — пневматический газобаллонный пистолет, выпускаемый на Ижевском механическом заводе.

## Описание
Газобаллонный аналог пистолета Макарова. Внешний вид оружия, материал изготовления (оружейная сталь), механическая прочность, надежность конструкции, удобство в обращении, качество изготовления и сборки всех деталей и узлов оружия идентичны ПМ (не во всех модификациях, подробнее в разделе «Модели»). Внешне ранние выпуски копировали форму пистолета Иж-71-100, а не ПМ или ПММ, как принято считать. Рамка пистолета копирует рамку Иж-71-100/ПММ, а затвор - Иж-71/ПМ/Иж-71-100. Но сходство с упомянутыми образцами он имеет не полное и только внешнее. Рукоять ранних выпусков была скопирована с ПММ
Пневматический пистолет воспроизводит внешний вид пистолета Макарова. Габаритные размеры: 151x150x40 мм, масса без снаряжения — 700 г, дульная энергия — до 3 Дж.
Ударно-спусковой механизм предполагает стрельбу как самовзводом, так и с предварительным взводом курка.
Кроме того, обладает широкими возможностями для тюнинга и доработки. С помощью несложных модернизаций можно существенно улучшить характеристики данного пистолета. Воронение, установка красного зипа, имитатора экстрактора(выбрасывателя), бакелитовой рукояти могут придать внешний вид, более близкий к прототипу.

## Боеприпасы
Пистолет сконструирован для стрельбы стальными шариками BB (4.5 мм). Магазин механического типа вмещает до 13 шариков BB. Один газовый баллончик позволяет произвести до 70 выстрелов. Однако также из этой модели можно стрелять свинцовой дробью №00, любыми пулями для пневматических винтовок калибра 4,5 мм. Для этого пистолет необходимо поставить на затворную задержку, вынуть магазин и через окно выбрасывания гильз поместить пулю в ствол. Так же при помощи нехитрой насадки возможно запускать сигнальные ракеты "Сигнал охотника" и БАМ

## История
В 1990 году существенно сократились заказы на боевые пистолеты, поступающие от армии и различных силовых ведомств. В те годы среди любителей стрелкового оружия большую популярность начинала приобретать пневматика. С целью сохранить производство руководство ИжМеха приняло решение наладить выпуск пневматических моделей.
Пистолет МР-654К является пневматическим оружием, собранным работниками Ижевского механического завода под руководством главных конструкторов К. Никитина и Г. Романова. В производстве оружейники использовали боевой ПМ, а именно одну из его модификаций – ИЖ-71-100. Сегодня данное обозначение не используется, а заменено на МР-71-Н.

## Модели
- МР-654К является базовым. Он выпускался с 1997 по 1999 годы. Характерной особенностью данной версии является неудачная конструкция клапана. В результате некачественной сборки данный пневмат после ста выстрелов нуждался в серьезном ремонте.[6]
- МР-654К-02. впервые появился в 1999 году. Представлял собой изделие, имеющее лазерную гравировку, белое или желтое титановое покрытие курков, спусковых крючков, предохранителей и затворов. Данный пневмат имеется в продаже и сегодня. В комплекте к нему прилагаются деревянные накладки на рукоятку, для изготовления которых используются ценные породы дерева. Изделие является подарочной моделью и изготавливается преимущественно по индивидуальному заказу. Для украшения подарочных пистолетов применяются различные гравировки и украшения в виде декоративных элементов: флагов и гербов, позолоты деталей. Продавались эти пневматы в красивых подарочных кейсах.[6]
- МР-654К-03 выпускался до 2010 года. Изделие является модифицированной версией 654-й модели. Среди потребителей данный пневмат - один из самых известных и распространенных. Эти пистолеты оснащались экстракционными окнами, имеющими как форму овала, так и специальные вырезы под зуб экстрактора.
- МР-654К-11 выпускается версия с 2010 года. Характерной особенностью изделия является специальная камуфляжная раскраска «осенняя листва». По мнению некоторых потребителей, такое покрытие придает оружию игрушечный и несерьезный вид.[6]
- МР- 654К-15. Характерной особенностью версии МР- 654К-15 является наличие фальшглушителя – отъемного имитатора прибора для бесшумной стрельбы. Для его монтажа в ствольном канале пневмата имеется специальная резьба. Фальшглушитель состоит из металлической трубки. Для снижения звука он является совершенно бесполезным. Хотя имитатор глушителя в данной модели - это только искусно выполненная декорация.[6] Кроме того владельцы зачастую ставят удлинитель ствола в виде глушителя на другие модели, отношения к МР-654К-15 они не имеют
- МР-654К-20 — В 2014 году ИЖМАШ решил создать новую, более усовершенствованную копию легендарного пистолета. Модель была выпущена под тем же названием, но с окончанием «20»[7]
- MP-654KS — хромированный вариант MP-654K
- МР-654К-22 — Версия с удлиненным стволом скрытым под имитацией глушителя (за счёт чего увеличивается кучность и дальность стрельбы).
- МР-654К-23 — аналогичен −20-, только с камуфляжной отделкой.
- МР-654К-24 представляет никелированную версию 654-го. Пистолет полностью белый. Рукоятка черная.
- МР-654К-28 выпускается с 2012 года. Внешне этот пневмат очень похож на боевой прототип. Пистолет данной модификации оснащается дутой затворной задержкой и скрытым поджимным винтом. Для подавателя шариков предусмотрена более жесткая пружина. За счет узкой пластиковой рукоятки, по мнению владельцев, данная модификация 654-го очень неудобна для удержания. При визуальном поверхностном осмотре может сложиться мнение, что данная рукоять взята с настоящего боевого ПМ. Но это не так, поскольку рукоятка пистолета Макарова не соответствует размеру рамы МР-654К-28. По отзывам владельцев, материал, из которого изготовлена рукоять, является очень некачественным. Кроме того, к ней не предусмотрена антабка – страховочный шнур для пистолета. При желании такую рукоять можно заменить аналогичной текстолитовой, бакелитовой или деревянной.[6]
- МР-654К-32 — С фрезерованной рамкой и пропилом под экстрактор на затворном кожухе и бакелитовой рукоятью (в других модификациях пластик). Наиболее близкая к оригинальному ПМ и качественная по технологии изготовления версия. Затвор оснащен бородкой. Оружие имеет аккуратно выточенный спусковой крючок и широкий целик. По мнению многих потребителей, в данной версии 654-го ствол расточен намного аккуратнее, чем у предыдущих моделей.[6]
- МР-654К-32Н Экспортная модель. В ней используется нескрытый поджимной винт и гнутая затворная задержка. Как и в «трехсотой» модели, в МР-654К-32Н для крепления стволов применялась сварка. В более поздних изделиях на экспорт стволы к раме начали прикручивать. Они также оснащены внутренней резьбой. По мнению владельцев, плюсом данной версии пневмата можно считать наличие мелких и совершенно незаметных обозначений серийного номера и т.д., которые не бросаются в глаза и не портят общее впечатление.[6]
- МР-654К-32-1 — С фрезерованной рамкой и пропилом под экстрактор на затворном кожухе и бакелитовой рукоятью (в других модификациях пластик). Новая рукоятка. Наиболее близкая к оригинальному ПМ и качественная по технологии изготовления версия.
- МР-654К-38 — С фрезерованной рамкой и пропилом под экстрактор на затворном кожухе и бакелитовой рукоятью (в других модификациях пластик). Новая рукоятка (красно-оранжевого цвета). Наиболее близкая к оригинальному ПМ и качественная по технологии изготовления версия. На настоящее время (2022 г.) не производится и доступен для покупки только на вторичном рынке.
- МР-654К ПММ — Внутренне аналогичен МР-654К, внешне выглядит как ПММ. Эта серия созданна в 2013 году на основе затворов, предназначавшихся для производства боевого ПММ. Заводская аббревиатура данной серии МР-654 исп. 28. Официальный объём продаж образцов, произведённых заводом - 25 экземпляров, начало продаж - июнь 2013 г. Дополнительная партия примерно в 30 штук была произведена в то же самое время другим подразделением завода. Общее количество затворов ПММ, использованных в готовых изделиях - до 100 единиц.[8]
- МР-654К ПБ. Заводом не выпускалась. Сделана в нескольких экземплярах энтузиастами и фанатами ПБ и пневматического МР-654К. Внешне копирует пистолет бесшумный ПБ[9]
- МР-654К из ММГ ПМ. Заводом не выпускалась. Сделана в нескольких экземплярах энтузиастами и фанатами ПМ и  пневматического МР-654К. Изготавливался из ММГ ПМ, отличительные черты: родные детали ПМ, узкая рамка, исторические клейма[10]
- МР-658К — модель с имитацией движения затвора при выстреле(блоубэк)[11]
- МР-659К —￼ страйкбольная модель с имитацией движения затвора при выстреле(блоубэк) под 6мм пластиковые шарики.[12]